# Regino Delgado
Regino Delgado (Santo Domingo (Villa Clara), 7 september 1956 – aldaar, 2 februari 2016) was een Cubaans voetballer.

## Biografie
Delgado, die speelde als middenvelder, begon zijn carrière in 1974 bij FC Azucareros. Hier speelde hij tot 1978. Hij werd er tweemaal landskampioen. Hierna verhuisde hij naar FC Villa Clara voor 13 seizoenen. In die periode werd de club vijfmaal Cubaans landskampioen.
Delgado speelde tussen 1975 en 1988 36 maal voor het Cubaans voetbalelftal en scoorde hierin twee doelpunten. Hij vertegenwoordigde zijn vaderland bij de Olympische Spelen 1980 in Moskou.
Hij overleed in 2016 op 59-jarige leeftijd.